# Tour de Tràcia
El Tour de Tràcia va ser una competició ciclista per etapes que es disputava a la Tràcia oriental, a Turquia. La cursa va formar part de l'UCI Europa Tour, amb una categoria 2.2.

## Palmarès
| Any  | Vencedor               | Segon               | Tercer                 |
| ---- | ---------------------- | ------------------- | ---------------------- |
| 2010 | Stefan Koychev Hristov | Mert Mutlu          | Georgi Petrov Georgiev |
| 2011 | Andreas Keuser         | Kemal Küçükbay      | Daniel Andonov Petrov  |
| 2012 | Iuri Metluixenko       | Ali Riza Tanriverdi | Eduard-Michael Grosu   |